# Astronomía de neutrinos

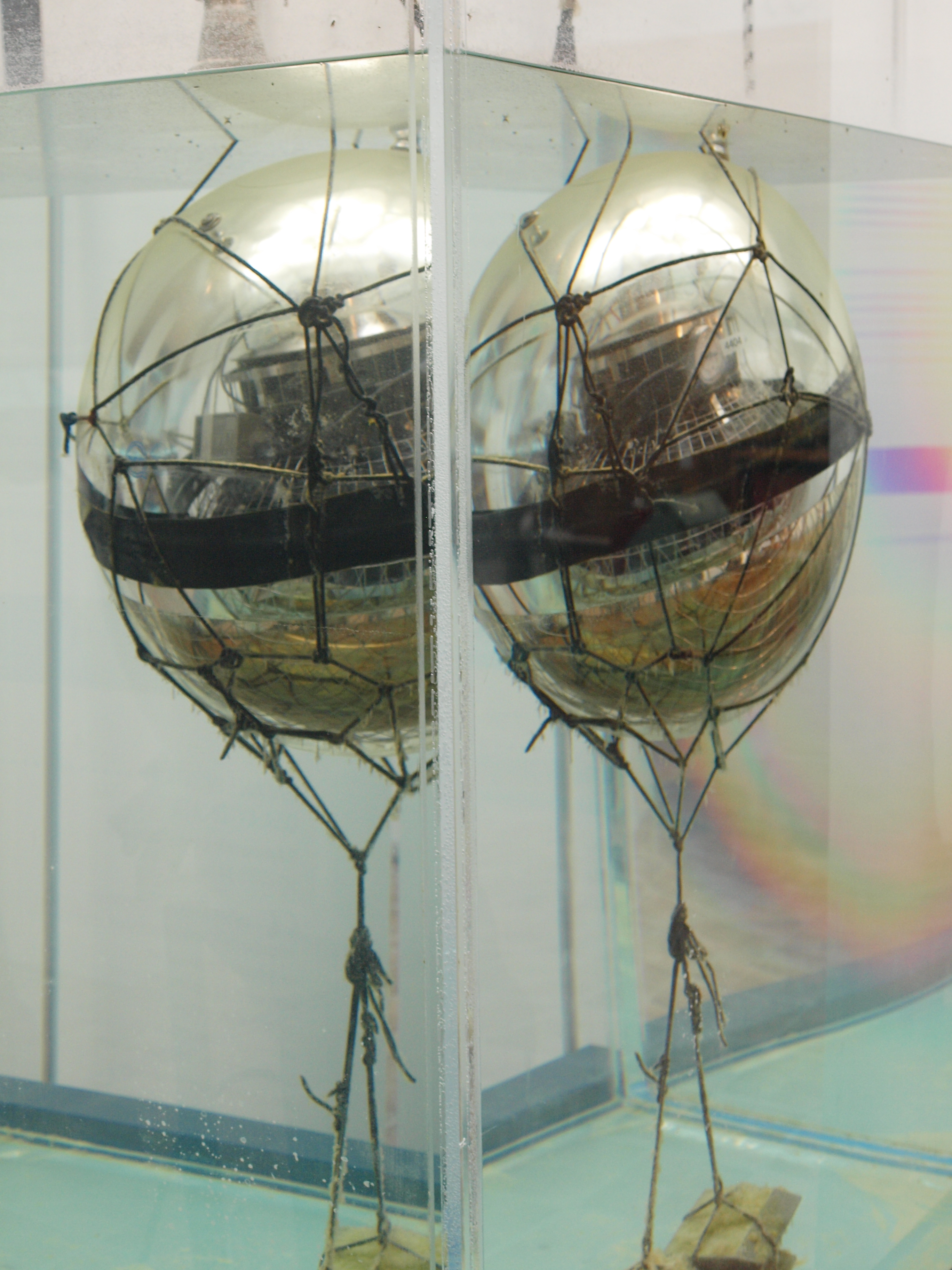
Detector que compone el telescopio IceCube, una mole de un kilómetro cúbico de hielo debajo del polo sur en la que se han colocado más de 5.000 detectores esféricos capaces de captar los destellos que dejan los neutrinos a su paso

```
La 
astronomía de neutrinos
 es la ciencia de observar fenómenos astronómicos detectando 
neutrinos
. Estos neutrinos son un producto de las reacciones termonucleares débiles que tienen lugar en el interior de cada 
estrella
.
[
1
]
```

## Retos para la observación
Los neutrinos interaccionan muy raramente con la materia. El flujo enorme de neutrinos solares que pasan a través de la Tierra solo es suficiente para producir una interacción por cada 1036 átomos, y cada interacción produce solamente algunos fotones o la transmutación de un elemento. Para observar las interacciones de los neutrinos se necesita pues una masa grande para el detector, así como un sistema muy sensible para la amplificación de la luz producida. 
Dado que la señal es muy débil, las fuentes de ruido de fondo se deben reducir todo lo posible. Las fuentes principales del ruido en el detector son las cascadas de partículas elementales producidas por los rayos cósmicos que colisionan con la atmósfera, y las partículas producidas por decaimiento radiactivo. Para reducir la cantidad de rayos cósmicos, los detectores se deben blindar por una masa grande protectora, por lo que son construidos en subterráneos profundos, o bajo el agua. Las fuentes de isótopos radiactivos también deben controlarse pues producen partículas enérgicas cuando decaen. 
Para producir cualquier clase de imagen, el detector debe proporcionar la información sobre el flujo de neutrinos y la dirección de su recorrido. Aunque existen varios métodos de detectar los neutrinos, la mayoría no proporciona información direccional, y los que lo hacen, tienen una resolución angular pobre. Para mejorar la resolución angular, debe usarse un arsenal grande de detectores de neutrinos.

## Diseño del detector
El diseño del detector consiste en una masa grande de agua o hielo, rodeada por un arsenal de detectores ligeros sensibles conocidos como tubos fotomultiplicadores. Este diseño se aprovecha del hecho que las partículas producidas en la interacción del neutrino entrante con un núcleo atómico viajan típicamente más rápidamente que la velocidad de la luz en el medio del detector (por supuesto, viajan más lentamente que la velocidad de la luz en un vacío). Esto genera una “onda de choque óptica” conocida como radiación de Cherenkov que se puede detectar por los tubos de fotomultiplicadores.

## Detectores usados

### Super-Kamiokande
El detector de neutrinos Super-Kamiokande utiliza 50.000 toneladas de agua pura rodeadas por 11 000 tubos de fotomultiplicadores enterrados bajo 1 kilómetro de profundidad. Puede detectar la dirección incidente de los neutrinos entrantes detectando que fotomultiplicadores se encienden. Kamiokande, el precursor del Super-Kamokande, podía detectar la explosión de neutrinos asociados a la supernova 1987A, y en 1988 fue utilizado para confirmar directamente la producción de neutrinos solares.

### AMANDA
El conjunto antártico de detectores de muones y neutrinos (conocido como AMANDA por sus siglas en inglés) funcionó entre 1996 y 2004. Este detector utilizó tubos de fotomultiplicadores montados en cuerdas enterradas profundamente (entre 1,5-2 km) dentro del hielo glacial en el polo sur en la Antártida. El hielo mismo se utiliza como la masa del detector. La dirección de los neutrinos incidentes se determinan registrando el momento de llegada de fotones individuales usando un arsenal tridimensional de módulos en el detector que contienen cada uno un tubo fotomultiplicador. Este método permite la detección de neutrinos sobre 50GeV con una resolución espacial de aproximadamente 2 grados. Se ha utilizado AMANDA para generar mapas de neutrinos del cielo norteño para buscar para las fuentes extraterrestres de neutrinos y en las búsquedas de la materia oscura. 

### IceCube
Desde el 2005, AMANDA está siendo actualizado al observatorio de IceCube, aumentando eventualmente el volumen del detector a un kilómetro cúbico.
En 2012 los responsables de IceCube anunciaron la detección de dos neutrinos superenergéticos, de más de 1000 teraelectronvoltios. Sus descubridores los denominaron Epi y Blas en honor a los personajes televisivos. Posteriormente han encontrado otros 26 neutrinos de energía superior a los 30 TeV, en lo que es la primera muestra de neutrinos de muy alta energía procedentes de fuera del Sistema Solar.

### SNO, Kamland, Baikal, Antares, ANITA, Nemo, Nestor,Auger, GLUE
Otros detectores que también realizan experimentos con neutrinos.
| Observatorio                        | Localización               | Volumen de detectores | Resolución angular | Rango de energías | Años de actividad    |
| ----------------------------------- | -------------------------- | --------------------- | ------------------ | ----------------- | -------------------- |
| Super-Kamiokande                    | Hida, Gifu, Japón          | 50,000 m³             | 26°                | 108–1012 eV       | 1996–Presente        |
| Observatorio Pierre Auger           | Mendoza, Argentina         | 50,000 m³             | 2°                 | 1017–1021 eV      | 2004–Present         |
| Antarctic Impulse Transient Antenna | McMurdo Station, Antártida | 1,000,000 km³         | 2°                 | 1017–1021 eV      | 2006–2007, 2008–2009 |
| ANTARES                             | Mar Mediterráneo           | 0.05 km³              | 0.3°               | 10–1016 eV        | 2008–presente        |
| IceCube                             | Polo sur                   | 1 km³                 | 1°                 | 1011–1021 eV      | 2010–presente        |
| Extreme Universe Space Observatory  | EEI                        | 1,000,000 km³         | 2°                 | 1019–1021 eV      | 2015 (estimado)      |
| Baksan Neutrino Observatory         | Baksan, Rusia              | 3,000 m³              | ?                  | ?                 | 1977–Presente        |